# Régine Dancourt
Régine Dancourt, nom de scène de Renée Marthe Dutruch, est une actrice française née à Alger le 3 janvier 1897 et morte dans le 16e arrondissement de Paris le 8 août 1972.

## Filmographie
- 1932 : Au nom de la loi de Maurice Tourneur : Mireille
- 1933 : La Fusée de Jacques Natanson : la chanteuse
- 1935 : Compartiment de dames seules de Christian-Jaque
- 1936 : Un de la légion de Christian-Jaque : l'amie de Pierrot
- 1936 : Monsieur Personne de Christian-Jaque : Mme Bert
- 1936 : Rigolboche de Christian-Jaque
- 1938 : Les Pirates du rail de Christian-Jaque : Mme Lauref
- 1938 : La Glu de Jean Choux
- 1937 : À Venise, une nuit de Christian-Jaque : la maharanée
- 1939 : Le Veau gras de Serge de Poligny : Louise
- 1941 : Romance de Paris de Jean Boyer
- 1949 : Le Mystère Barton de Charles Spaak

## Théâtre
- 1932 : Sex Appeal Paris 32, revue du Casino de Paris avec Marie Dubas, Charpini, Jean Sablon[2].